# Caulophrynidae

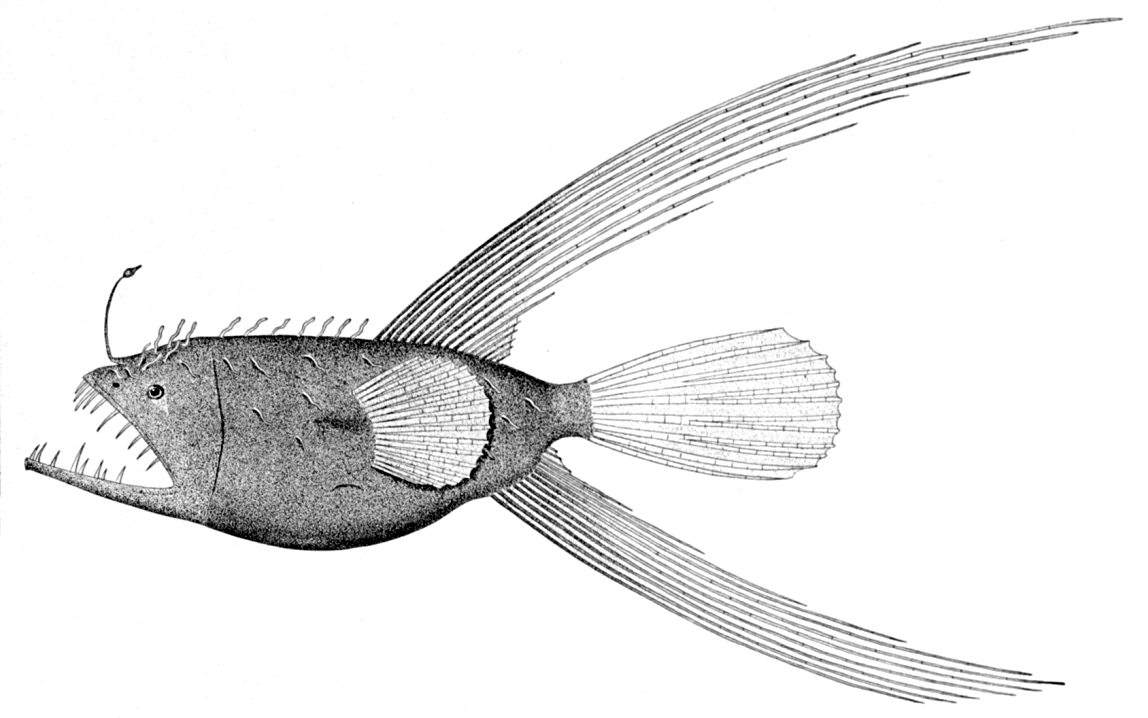
Especie no identificada del género Caulophryne.

La familia Caulophrynidae son peces marinos abisales. Sus pocas especies se encuentran en casi todos los océanos del planeta. Su nombre procede del griego: kaulos, que significa "tronco" o "tallo", + phrynos que significa "sapo".

## Anatomía
Aspecto del cuerpo parecido a otros Lophiiformes, teniendo como característico que presentan un pedúnculo sobre la boca en cuya punta hay un órgano luminoso; también es muy característico de esta familia que los radios de las aletas dorsal y anal son extremadamente largos.

## Biología
Viven en el fondo abisal, cazando presas a las que atrae moviendo su apéndice luminoso. La dificultad para encontrar pareja en la oscuridad del fondo abisal en el que viven, les ha llevado a evolucionar en el sentido de que las hembras, de gran tamaño, se convierten en hospedadoras de un pequeño macho, que se fusiona al cuerpo de la hembra y la parasita de por vida.

## Especies
Hay 5 especies válidas, pertenecientes a 2 géneros:
- Género Caulophryne (Goode y Bean, 1896):
  - Caulophryne jordani (Goode y Bean, 1896) - Caulofrino con aletas de abanico.
  - Caulophryne pelagica (Brauer, 1902)
  - Caulophryne pietschi (Balushkin y Fedorov, 1985)
  - Caulophryne polynema (Regan, 1930)
- Género Robia (Pietsch, 1979):
  - Robia legula (Pietsch, 1979)